# 生命条形码数据系统
生命条形码数据系统（英語：Barcode of Life Data System，也称作 BOLD或BOLD系统）是专门用于DNA条形码的WEB平台。它是由加拿大生物多样性基因组学中心开发的基于云数据的DNA存储分析平台。它分别由四个模块组成：数据入口，教育入口，一个BINs（假定物种）注册中心，以及一个数据收集和分析工作台，该工作台为分析DNA序列提供在线平台。自2005年推出后，生命条形码数据系统增加了一系列功能（包括数据组织、数据验证、可视化数据和数据发表）。该系统的最新版本（第四版）于2017年推出，该版本改进了支持数据收集与分析的工具，（也改进了数据发布、引用和注释工具）。截至2020年11月16日，生命条形码数据系统已包含了18105种拥有正式名称的物种条形码序列（包括动物、植物、真菌与原生生物）（约890万个标本）。
任何对DNA条形码感兴趣的研究员都可免费下载生命条形码数据系统。通过此产品的专门服务，它有助于发表符合国际核苷酸序列数据库中获得条形码标准的记录。由于其基于web的交付方式和高度灵活的数据安全系统，它还能有效支持需广泛研究的团队项目。
BOLD的数据主要来自国际生命条形码协会（iBOL）从2010年至2015年间的项目“BARCODE 500K”。 该项目旨在获取五十万至五百万种标本的DNA条码记录数据。信息的分类均由来自世界各国的科学家，合作者和设施进行。数据的积累提高了DNA条码识别的精准度，并有助于实现生命条形码数据库的扩充。